# 아르헨티나 U-17 축구 국가대표팀
아르헨티나 U-17 축구 국가대표팀(스페인어: selección de fútbol sub-17 de Argentina)은 아르헨티나를 대표하는 17세 이하의 축구 국가대표팀으로, 아르헨티나의 축구 관리 기관인 아르헨티나 축구 협회의 관리를 받는다. FIFA U-17 월드컵에 15변 참가해 1991년과 1995년, 2003년에 3위를 차지했으며, CONMEBOL U-17 챔피언십에는 1985년, 2003년, 2013년, 2019년에 우승을 기록했다.

## 역대 감독
| 감독            | 임기   |
| --------------- | ------ |
| 파블로 아이마르 | 2017 ~ |